# Рухотина
Рухотина (серб. Рухотина / Ruhotina) — село в общине Биелина Республики Сербской Боснии и Герцеговины. Население составляет 286 человек по переписи 2013 года.

## Известные уроженцы
- Милош Боянич, певец